# Тимків Степан Онупрійович
Степан Онупрійович Тимків (1925, село Селевинці, тепер Немирівського району Вінницької області — ?) — український радянський діяч, оператор з видобутку газу Стрийського газопромислового управління в селі Опори Дрогобицького району Львівської області. Герой Соціалістичної Праці (1.07.1966).

## Біографія
Народився в селянській родині Онупрія Тимківа — вихідця із села Опарі на Дрогобиччині.
Служив у Радянській армії, учасник німецько-радянської війни.
З кінця 1940-х років — слюсар, оператор з видобутку газу Опорівського газового промислу Стрийського газопромислового управління в селі Опори Дрогобицького району Львівської області.
Член КПРС з 1958 року. Очолював місцевий комітет профспілки робітників газової промисловості в селі Опори Дрогобицького району Львівської області, був секретарем партійного бюро газового промислу.
1 липня 1966 року отримав звання Героя Соціалістичної Праці з врученням ордена Леніна і золотої медалі «Серп і молот».
Потім — на пенсії.

## Нагороди
- Герой Соціалістичної Праці (1.07.1966)
- орден Леніна (1.07.1966)
- орден Вітчизняної війни ІІ ст. (6.04.1985)
- медалі